# Nicolae Neagoe
Nicolae Neagoe, né le 2 août 1941 à Sinaia et mort le 29 avril 2023, est un bobeur roumain.

## Biographie
Aux Jeux olympiques d'hiver de 1968 organisés à Grenoble en France, lors de sa seule participation olympique, Nicolae Neagoe est médaillé de bronze en bob à deux avec le pilote Ion Panţuru. Il s'agit de la seule médaille roumaine gagnée aux Jeux d'hiver dans l'histoire olympique. Neagoe est également quatrième en bob à quatre.

## Palmarès

### Jeux Olympiques
- : médaillé de bronze en bob à deux aux Jeux olympiques d'hiver de 1968 à Grenoble  France.